# Salmo 36
El salmo 36  es, según la numeración hebrea, el trigesimosexto salmo del Libro de los salmos de la Biblia. Corresponde al salmo 35 según la numeración de la Biblia Septuaginta griega, empleada también en la Vulgata latina. Por este motivo, recogiendo la doble numeración, a este salmo también se le refiere como el salmo 36 (35).
Comienza en inglés en la versión de la Biblia del Rey Jacobo: "La transgresión de los impíos dice en mi corazón". El Libro de los Salmos es parte de la tercera sección de la Biblia hebrea y un libro del Antiguo Testamento cristiano. En latín, se conoce como "Dixit iniustus ut delinquat in semet ipso". El salmo es un salmo de himno, atribuido a David .
El salmo es una parte regular de las liturgias judía, católica, luterana, anglicana y otras liturgias protestantes. Ha inspirado himnos basados en él, y se le ha puesto música a menudo, por compositores barrocos como Heinrich Schütz y compositores contemporáneos como Richard Nance.
Se han señalado partes de este salmo, por ejemplo, "En tu luz veremos la luz", que ha sido (en latín: "In lumine Tuo videbimus lumen") el sello de la Universidad de Columbia. La frase "Tú salvas al hombre y la bestia" ha sido citada en pensamientos ecológicos y teológicos sobre los animales.

## Antecedentes
El texto del salmo se refiere a la autoría de David, para el músico principal del templo. Matthew Henry sugiere que David escribió este salmo después de haber sido atacado, ya sea por Saúl o por su hijo Absalón , ya que el salmo comienza con una queja contra "la malicia de sus enemigos contra él". Después de denunciar la "pecaminosidad del pecado" en los primeros cinco versículos, David alaba la bondad de Dios hacia todas las personas y criaturas.
El salmo puede entenderse literalmente, como una oración del perseguido que se ha refugiado en el templo, o figurativamente, de quien se ha refugiado en Dios. El salmista se enorgullece de la bondad de Dios en la que encuentra seguridad. El salmo concluye con una súplica a Dios para que bendiga a quienes lo honran con su justicia y los proteja de las trampas de los malvados. La versión del obispo católico Richard Challoner describe este salmo como "una exhortación a despreciar este mundo y la breve prosperidad de los malvados, ya confiar en la Providencia".

## Temas
La yuxtaposición de hombre y animal en el versículo 7, "Tú salvas al hombre y a la bestia", ha estado sujeta a varias interpretaciones. El Talmud ( Chullin 5b) dice que "bestia" se refiere a "personas que son sabias en el entendimiento pero se hacen simples como una bestia muda".  El Midrash ( Génesis Rabá 33: 1) interpreta este versículo en el sentido de que Dios salva al hombre por el mérito de los animales.  Los especialistas en ética judíos también consideran que el versículo respalda el bienestar y los derechos de los animales . San Agustín sugiere que este versículo prueba que los animales también reciben la salvación .
La fuente de la vida mencionada en el versículo 9 (versículo 8 de la Biblia del Rey Jacobo) se ha representado, por ejemplo, en una vidriera de la iglesia católica Gregorio VII  [ de ] en Bündheim, parte de Bad Harzburg , Baja Sajonia , Alemania. La frase se ha utilizado en el contexto de la preservación del medio ambiente natural , como una iniciativa de las iglesias cristianas en Württemberg para centrarse en Wasser, Gabe Gottes (Agua, don de Dios) en el "Tag der Schöpfung" (Día de la Creación) , 1 de septiembre de 2006.

## Texto
La siguiente tabla muestra el texto en hebreo del salmo con vocales, junto con el texto en griego koiné de la Septuaginta y la traducción al español de la Versión del Rey Jacobo. Tenga en cuenta que el significado puede diferir ligeramente entre estas versiones, ya que la Septuaginta y el texto masorético provienen de tradiciones textuales diferentes.  En la Septuaginta, este salmo está numerado como Salmo 35.
| #      | Hebreo                                                 | Español | Griego                                                                                              |
| ------ | ------------------------------------------------------ | --- | --------------------------------------------------------------------------------------------------- |
| [ 16 ] | לַמְנַצֵּ֬חַ ׀ לְעֶבֶד־יְהֹוָ֬ה לְדָוִֽד׃                                | (To the chief Musician, A Psalm of David the servant of the SEÑOR.)                                                          | Εἰς τὸ τέλος· τῷ δούλῳ Κυρίου τῷ Δαυΐδ. -                                                           |
| 1      | נְאֻֽם־פֶּ֣שַׁע לָ֭רָשָׁע בְּקֶ֣רֶב לִבִּ֑י אֵֽין־פַּ֥חַד אֱ֝לֹהִ֗ים לְנֶ֣גֶד עֵינָֽיו׃        | La transgresión del impío dice en mi corazón: «No hay temor de Dios delante de sus ojos».                                    | ΦΗΣΙΝ ὁ παράνομος τοῦ ἁμαρτάνειν ἐν ἑαυτῷ, οὐκ ἔστι φόβος Θεοῦ ἀπέναντι τῶν ὀφθαλμῶν αὐτοῦ·         |
| 2      | כִּֽי־הֶחֱלִ֣יק אֵלָ֣יו בְּעֵינָ֑יו לִמְצֹ֖א עֲוֺנ֣וֹ לִשְׂנֹֽא׃                   | Porque se engaña a sí mismo ante sus propios ojos, hasta que su iniquidad se revela odiosa.                                  | ὅτι ἐδόλωσεν ἐνώπιον αὐτοῦ τοῦ εὑρεῖν τὴν ἀνομίαν αὐτοῦ καὶ μισῆσαι.                                |
| 3      | דִּבְרֵי־פִ֭יו אָ֣וֶן וּמִרְמָ֑ה חָדַ֖ל לְהַשְׂכִּ֣יל לְהֵיטִֽיב׃                  | Las palabras de su boca son iniquidad y engaño; ha dejado de ser sabio y de hacer el bien.                                   | τὰ ῥήματα τοῦ στόματος αὐτοῦ ἀνομία καὶ δόλος, οὐκ ἠβουλήθη συνιέναι τοῦ ἀγαθῦναι·                  |
| 4      | אָ֤וֶן ׀ יַחְשֹׁ֗ב עַֽל־מִשְׁכָּ֫ב֥וֹ יִ֭תְיַצֵּב עַל־דֶּ֣רֶךְ לֹא־ט֑וֹב רָ֝֗ע לֹ֣א יִמְאָֽס׃    | Él trama maldad en su lecho; se pone en un camino que no es bueno; no aborrece el mal.                                       | ἀνομίαν διελογίσατο ἐπὶ τῆς κοίτης αὐτοῦ, παρέστη πάσῃ ὁδῷ οὐκ ἀγαθῇ, κακίᾳ δὲ οὐ προσώχθισε.       |
| 5      | יְ֭הֹוָה בְּהַשָּׁמַ֣יִם חַסְדֶּ֑ךָ אֱ֝מ֥וּנָתְךָ֗ עַד־שְׁחָקִֽים׃                      | Tu misericordia, oh Señor, está en los cielos, y tu fidelidad alcanza hasta las nubes.                                       | Κύριε, ἐν τῷ οὐρανῷ τὸ ἔλεός σου, καὶ ἡ ἀλήθειά σου ἕως τῶν νεφελῶν·                                |
| 6      | צִדְקָתְךָ֨ ׀ כְּֽהַרְרֵי־אֵ֗ל מִ֭שְׁפָּטֶיךָ תְּה֣וֹם רַבָּ֑ה אָ֤דָֽם וּבְהֵמָ֖ה תוֹשִׁ֣יעַ יְהֹוָֽה׃ | Tu justicia es como las grandes montañas; tus juicios son un gran abismo: Oh Señor, tú preservas al hombre y a los animales. | ἡ δικαιοσύνη σου ὡς ὄρη Θεοῦ, τὰ κρίματά σου ὡσεὶ ἄβυσσος πολλή· ἀνθρώπους καὶ κτήνη σώσεις, Κύριε. |
| 7      | מַה־יָּקָ֥ר חַסְדְּךָ֗ אֱלֹ֫הִ֥ים וּבְנֵ֥י אָדָ֑ם בְּצֵ֥ל כְּ֝נָפֶ֗יךָ יֶחֱסָיֽוּן׃           | ¡Cuán excelente es tu misericordia, oh Dios! Por eso los hijos de los hombres se refugian bajo la sombra de tus alas.        | ὡς ἐπλήθυνας τὸ ἔλεός σου, ὁ Θεός· οἱ δὲ υἱοὶ τῶν ἀνθρώπων ἐν σκέπῃ τῶν πτερύγων σου ἐλπιοῦσι.      |
| 8      | יִ֭רְוְיֻן מִדֶּ֣שֶׁן בֵּיתֶ֑ךָ וְנַ֖חַל עֲדָנֶ֣יךָ תַשְׁקֵֽם׃                       | Se saciarán de la abundancia de tu casa, y tú los regarás con el río de tus delicias.                                        | μεθυσθήσονται ἀπὸ πιότητος οἴκου σου, καὶ τὸν χειμάῤῥουν τῆς τρυφῆς σου ποτιεῖς αὐτούς·             |
| 9      | כִּֽי־עִ֭מְּךָ מְק֣וֹר חַיִּ֑ים בְּ֝אוֹרְךָ֗ נִרְאֶה־אֽוֹר׃                       | Porque contigo está la fuente de la vida; en tu luz veremos la luz.                                                          | ὅτι παρὰ σοὶ πηγὴ ζωῆς, ἐν τῷ φωτί σου ὀψόμεθα φῶς.                                                 |
| 10     | מְשֹׁ֣ךְ חַ֭סְדְּךָ לְיֹדְעֶ֑יךָ וְ֝צִדְקָֽתְךָ֗ לְיִשְׁרֵי־לֵֽב׃                       | Oh, continúa tu misericordia hacia los que te conocen, y tu justicia hacia los rectos de corazón.                            | παράτεινον τὸ ἔλεός σου τοῖς γινώσκουσί σε καὶ τὴν δικαιοσύνην σου τοῖς εὐθέσι τῇ καρδίᾳ.           |
| 11     | אַל־תְּ֭בוֹאֵנִי רֶ֣גֶל גַּאֲוָ֑ה וְיַד־רְ֝שָׁעִ֗ים אַל־תְּנִדֵֽנִי׃                 | No dejes que el pie del orgullo venga contra mí, ni que la mano de los malvados me quite.                                    | μὴ ἐλθέτω μοι ποὺς ὑπερηφανίας, καὶ χεὶρ ἁμαρτωλοῦ μὴ σαλεύσαι με.                                  |
| 12     | שָׁ֣ם נָ֭פְלוּ פֹּ֣עֲלֵי אָ֑וֶן דֹּ֝ח֗וּ וְלֹא־יָ֥כְלוּ קֽוּם׃                     | Allí están los obreros de la iniquidad caídos: han sido derribados y no podrán levantarse.                                   | ἐκεῖ ἔπεσον πάντες οἱ ἐργαζόμενοι τὴν ἀνομίαν, ἐξώσθησαν καὶ οὐ μὴ δύνωνται στῆναι.                 |

## Comentarios

### De la iglesia católica

#### A todo el salmo
El Salmo 36 presenta una reflexión profunda sobre la raíz de la maldad y la fuente de salvación, complementando así el mensaje del salmo anterior. La violencia y la falta de solidaridad de los enemigos del salmista, ya denunciadas anteriormente, encuentran aquí su causa última: el pecado. Esta condición del corazón humano se contrapone con la bondad del Señor, fundamento de la súplica de salvación que el salmista eleva a Dios.
El poema se estructura en tres partes que conforman una unidad temática. En los versículos 2 al 5 se describe el pensamiento y la conducta de los impíos, marcados por la ausencia del temor de Dios, la autosuficiencia y el desprecio por el bien. A continuación, en los versículos 6 al 10, se proclama la grandeza de la misericordia y la justicia divina, que se extienden sobre todos los seres vivos y ofrecen refugio a quienes buscan al Señor. Finalmente, en los versículos 11 al 13, el salmista implora la protección de Dios para los justos y pide ser librado de la opresión de los malvados. El salmo comienza y concluye con referencias al contraste entre los justos y los impíos (vv. 2 y 13), subrayando así el tema central: la oposición entre el mal que desafía a Dios y el bien que procede de Él. Este contraste alcanza su plenitud en el Nuevo Testamento, donde se revela en el rechazo a Jesucristo por parte de los pecadores, y en la manifestación de los bienes de la Redención para quienes creen en Él. De este modo, el salmo anticipa, en clave sapiencial y teológica, la revelación del misterio del mal y de la salvación.

#### A los versículoa 1-5
En el Salmo 36, la palabra «oráculo» no se refiere a una revelación divina, como suele ocurrir en otros pasajes bíblicos, sino al pecado que habla en el interior del impío. Se presenta como una voz interna, casi con autoridad profética, pero orientada al mal. No proviene de Dios, sino que representa una fuerza espiritual negativa que influye directamente en la conciencia del hombre. El contenido de ese oráculo se resume en una afirmación clave: «el temor de Dios no está ante sus ojos». Esta falta de temor o reverencia hacia Dios es la raíz de su conducta perversa.  Pablo cita esta misma frase en Romanos 3,18 para describir la condición del hombre pecador sin Cristo. Los versículos siguientes del salmo explican las consecuencias de esta influencia: el impío se engaña a sí mismo, rechaza el bien, habla con malicia, maquina el mal incluso en la intimidad, y se aferra al camino de la injusticia. Así, el salmo muestra que el pecado no es solo una acción externa, sino una presencia interior que desordena el pensamiento, destruye el discernimiento moral y guía al hombre lejos de Dios.

#### A los versículos 6-10
La bondad de Dios en el Salmo 36
El Salmo 36 describe la bondad del Señor en dos aspectos: su magnitud y su calidad.
Primero, se canta su magnitud (v. 6-7): la misericordia de Dios «llega hasta el cielo», su fidelidad «hasta las nubes», su justicia es como «los montes de Dios» y sus juicios como «el gran abismo». Estas imágenes expresan que la bondad divina es inmensa, sin límites. Además, Dios cuida y salva a todos los seres vivos, mostrando que su acción es universal. Luego, se describe la calidad de esa bondad (v. 8-10): Dios protege al ser humano como con la sombra de sus alas, una imagen de seguridad y amparo. Desde el Templo, fuente de bendición, Él ofrece abundancia de bienes, comparados con un festín y con un río de delicias. El versículo 10 es clave: «en tu luz vemos la luz». Aquí, el pueblo reconoce que la vida y la guía moral vienen de Dios.
Esta frase fue interpretada por los Padres de la Iglesia como una referencia a Cristo. Según ellos, «la luz» de Dios es también su Hijo, de la misma naturaleza divina. Esto se conecta con el Evangelio de Juan: Cristo se presenta como la fuente de agua viva (Jn 4,10.14) y la luz del mundo (Jn 1,9). Además, San Juan afirma que «Dios es luz y en Él no hay tinieblas» (1 Jn 1,5), lo que refuerza esta interpretación cristológica del salmo. En resumen, el Salmo 36 muestra que la bondad de Dios es infinita, cercana y vivificante. En el Nuevo Testamento, esta bondad se manifiesta plenamente en Jesús, luz verdadera y fuente de vida eterna.

¿A quién llamaremos luz de Dios en la que uno ve la luz sino a la potencia de Dios por la que somos iluminados para conocer la verdad de todas las cosas y conocer al mismo Dios que es la verdad? Éste es, por tanto, el significado de la expresión en tu luz vemos la luz: en tu Palabra y en tu Sabiduría que es tu Hijo, en Él te veremos a ti, Padre.

Las almas de los santos ven a Dios «con una visión intuitiva y cara a cara, sin mediación de ninguna criatura que tenga razón de objeto visto, sino por mostrárseles la divina esencia de modo inmediato y desnudo, clara y patentemente y (…) viéndola así gozan de la misma divina esencia.

#### A los versículos 11-13
En el Salmo 36, el «oráculo» es la voz del pecado que actúa dentro del impío. No es una palabra de Dios, sino una sugerencia interior que lo lleva al mal. Esta voz hace que no tema a Dios, lo que es el origen de su corrupción. Así lo entiende también San Pablo, que cita esta frase en Romanos 3,18 para describir el estado del hombre sin Dios. El salmo muestra cómo este oráculo influye en su conducta: se engaña a sí mismo, dice cosas malas, planea el mal incluso cuando está solo y no quiere alejarse de la injusticia. El pecado, entonces, no es solo algo que se hace, sino algo que domina por dentro.

## Usos

### Judaísmo
El versículo 7 es uno de los tres versículos que componen la oración de Tzidkatcha ("Tu justicia") recitada después de la repetición de la Amidá por parte de Chazan durante la oración de la tarde de Sabbat.  En las tradiciones sefardíes y Nusach Sefard , es el primero de los tres versos recitados en orden consecutivo: Salmos 36: 7, 71:19, 119: 42. En Nusach Ashkenaz , el orden se invierte: Salmos 119: 42, 71:19, 36: 7.
Los versículos 8-11 se recitan después de envolver el talit durante el servicio de oración de la mañana . 
El versículo 9 se incorpora a la canción de la mesa vespertina de Shabat Kol Mekadesh Shevii . 
El versículo 10 es parte de las oraciones Selichot . 
El versículo 12 se dice durante Arvit en la noche de Yom Kipur . 
En el Sidur Sfas Emes , se recita el Salmo 36 en nombre de una persona enferma. 

### Nuevo Testamento
- El versículo 1b se cita en Romanos 3:18[26]

### Iglesia católica
En la liturgia de la Misa , el Salmo 36 se lee el miércoles de la Semana 16 del Tiempo Ordinario, Año II.
En la Liturgia de las horas se reza en las Laudes del miércoles de la segunda semana. Para facilitar la comprensión en la Liturgia de las horas se le asigna a cada salmo un título en rojo (rúbrica) que no forma parte del salmo. El título del Salmo 36 es Depravación del malvado y bondad de Dios.

### Sello y libros
La versión Vulgata del versículo 10, "In lumine Tuo videbimus lumen" ("En tu luz veremos la luz") es parte del sello heráldico original de la Universidad de Columbia , adoptado en 1755. Varios libros también toman esta frase como título, incluido el libro de oraciones de la Universidad de Valparaíso, En tu luz vemos la luz ,  el libro de estudio bíblico En tu luz veo la luz ,  y la biografía cristiana En su luz, veo la luz Salmos 36: 9: El viaje de un hijo pródigo hacia la luz.
Además de la Universidad de Columbia, varios otros lemas universitarios y universitarios también se inspiran en el Salmo 36: 9, incluidos Greensboro College, Carey College (Nueva Zelanda), Universidad de Fort Hare (Sudáfrica), St. Mary's University College (Calgary) y Universidad de Valparaíso.

## Himnos y ambientaciones musicales
Los himnos basados en el Salmo 36 incluyen en inglés " Alabanza al Señor Todopoderoso " e "Inmortal, Invisible, Solo Dios Sabio".  El estribillo y la primera estrofa de la canción alemana "Herr, deine Güte reicht, so weit der Himmel ist" (Señor, tu bondad se extiende hasta el cielo) ", publicado en 1965 con texto de Gerhard Valentin y una melodía de Herbert Beuerle, se basa en versos del Salmo 36.  Maria Luise Thurmair escribió " Herr, deine Güt ist unbegrenzt " basado en el Salmo 36, publicado en 1971 con la melodía de " O Mensch, bewein dein Sünde groß ".
El salmo y los versos seleccionados se pusieron música a menudo. Thomas Ravenscroft escribió un escenario para coro a cuatro voces en inglés sobre una melodía francesa, publicado en su colección The Whole Booke of Psalmes en 1621, con el incipit "Los malvados con sus obras injustas". Heinrich Schütz puso el salmo en alemán con el texto del Salterio de Becker , von Grund meins Herzens frei de Ich sag (lo digo libremente desde el fondo de mi corazón), para coro como su SWV 133. George Garrett puso el salmo para la Iglesia Anglicana, titulado Salmo 36. Dixit injustus y el incipit "Mi corazón me muestra la maldad de los impíos".  Richard Nance estableció el salmo para coro en 2002 por encargo de la Asociación Estadounidense de Directores de Coro como la composición conmemorativa de Raymond W. Brock , publicada por Walton Music .
El pasaje "Cuán precioso es tu amor inagotable, oh Dios" fue establecido por David Lee en una composición más amplia en 2012, y se ha utilizado como Responsorial .